# Orde van Frans I

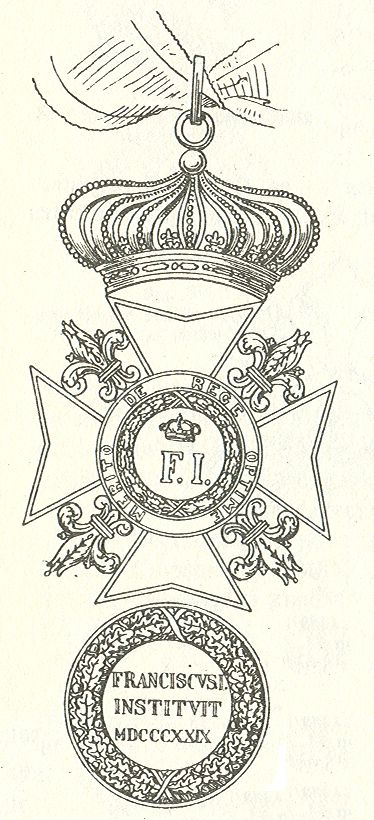
Het commandeurskruis en keerzijde van het medaillon.

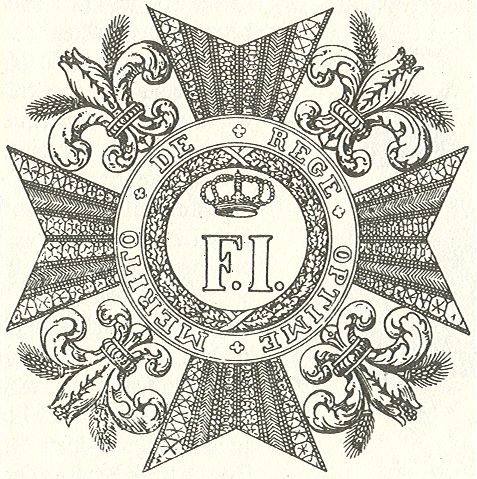
De ster.

De Orde van Frans I werd op 28 december 1829 door Frans I van de Beide Siciliën ingesteld als een Orde van Verdienste. Deze ridderorde werd voor verdiensten in het bestuur, de kunst, wetenschap, handel en industrie toegekend en was daarmee de eerste moderne Napolitaanse en Siciliaanse ridderorde. De oudere orden waren voor immers voor katholieke edellieden en officieren gereserveerd.
De ridderorde kreeg in de statuutwijziging van 21 december 1858 acht klassen.

## De graden van de orde
- Grootcordons

De Grootcordons droegen het kleinood aan een breed lint over de rechterschouder en de ster op de linkerborst.
- Grootkruisen

De Grootkruisen droegen het kleinood aan een lint om de hals en de ster op de linkerborst.
Het Grootkruis was bestemd voor "voorname personen die omvangrijke en belangwekkende bijdragen aan het diplomatieke, juridische, geestelijke of bestuurlijke leven" hadden gedaan.
- Commandeurs met Ster

De Commandeurs met ster droegen het kleinood aan een lint om de hals en een iets kleinere ster op de linkerborst.
De twee commandeursrangen was bestemd voor "personen die voortreffelijke bijdragen aan het diplomatieke, juridische, geestelijke of bestuurlijke leven" hadden gedaan.
- Commandeurs droegen het kleinood aan een lint om de hals.
- Ridders der Eerste Klasse

De Ridders droegen hun kleinood aan een smal lint op de linkerborst.
De ridderkruisen was bestemd voor "personen die hadden bijgedragen aan het diplomatieke, juridische, geestelijke of bestuurlijke leven en de schone kunsten" of zich "in de wetenschappen hadden onderscheiden" door de publicatie van klassieke (bedoeld is waarschijnlijk gezaghebbende) boeken.
- Ridders de Tweede Klasse

De Ridders droegen hun kleinood, maar zonder de kroon, aan een smal lint op de linkerborst.
- Dragers van de Gouden Medaille

- Dragers van de Zilveren Medaille

## De versierselen van de orde
Het kleinood was een wit geëmaileerd achtpuntig kruis met gouden randen en gouden lelies in de armen van het kruis. Als verhoging was een gouden beugelkroon met zeven opstaande diademen aangebracht.Het centrale medaillon was van goud en omgeven door een met gouden linten vastgebonden groene lauwerkrans en een smalle blauwe ring met de gouden tekst "DE REGE OPTIME MERITO". Op de keerzijde was een eikenkrans aangebracht en ontbrak de smalle blauwe ring. Daar stonden de stichtingsdatum en de naam van de stichter, "FRANCISCVS I. INSTITVIT MDCCCXXIX" in het medaillon vermeld.
De ster was gelijk aan het kleinood maar de armen waren van afwisselend in briljantvorm gefaceteerd en geguillocheerd zilver.
Het lint was helderrood met donkerblauwe biezen.